# Tetris (filme)
Tetris é o filme biográfico estadunidense dirigido por Jon S. Baird para a Apple TV+, acerca do desenvolvimento e lançamento do jogo eletrônico Tetris.

## Elenco
- Taron Egerton como Henk Rogers
- Nikita Efremov como Alexey Pajitnov
- Roger Allam como Robert Maxwell
- Anthony Boyle como Kevin Maxwell
- Togo Igawa como Hiroshi Yamauchi
- Toby Jones como Robert Stein
- Ken Yamamura como Minoru Arakawa
- Ben Miles como Howard Lincoln

## Produção
Em julho de 2020, foi relatado que um filme biográfico estava sendo feito sobre a fabricação Tetris, que investigará as batalhas legais que ocorreram durante a Guerra Fria pela propriedade do jogo, com a direção de Jon S. Baird e Taron Egerton escalado para retratar o desenvolvedor de jogos, Henk Rogers. Egerton confirmou essa reportagem em uma entrevista em agosto, explicando que o filme iria espelhar um tom semelhante ao de The Social Network. Em novembro, a Apple TV + adquiriu o direito de distribuição do filme.
As filmagens começaram em Glasgow em dezembro de 2020, incluindo o Glasgow Prestwick Airport, na costa de Ayrshire. Em fevereiro de 2021, as filmagens aconteceram em Aberdeen, em locações incluindo o prédio de zoologia da Universidade de Aberdeen, que foi usado como sede da empresa soviética Elorg. A produção então voltou a Glasgow por alguns dias, antes de ser finalizada no início de março de 2021.

## Lançamento
O filme estreou no South by Southwest em 15 de março de 2023. Foi lançado na Apple TV+ em 31 de março de 2023. De acordo com um painel de pesquisa da Samba TV, composto por 3,1 milhões de lares com televisão conectada que assistiram ao jogo durante pelo menos um minuto, Tetris atraiu 88 mil espectadores nos seus dois primeiros dias.

## Recepção

### Resposta da crítica
No site agregador de críticas Rotten Tomatoes, 81% das 188 resenhas dos críticos são positivas, com uma classificação média de 6,7/10. O consenso do site diz: "Embora não seja tão viciante ou rápido quanto o jogo, Tetris oferece um relato divertido e efervescente da história por trás de um clássico de 8 bits." O Metacritic, que usa uma média ponderada, atribuiu ao filme uma pontuação de 61 em 100, baseado em 36 críticos, indicando críticas "geralmente favoráveis".